# Wilhelm Kopp

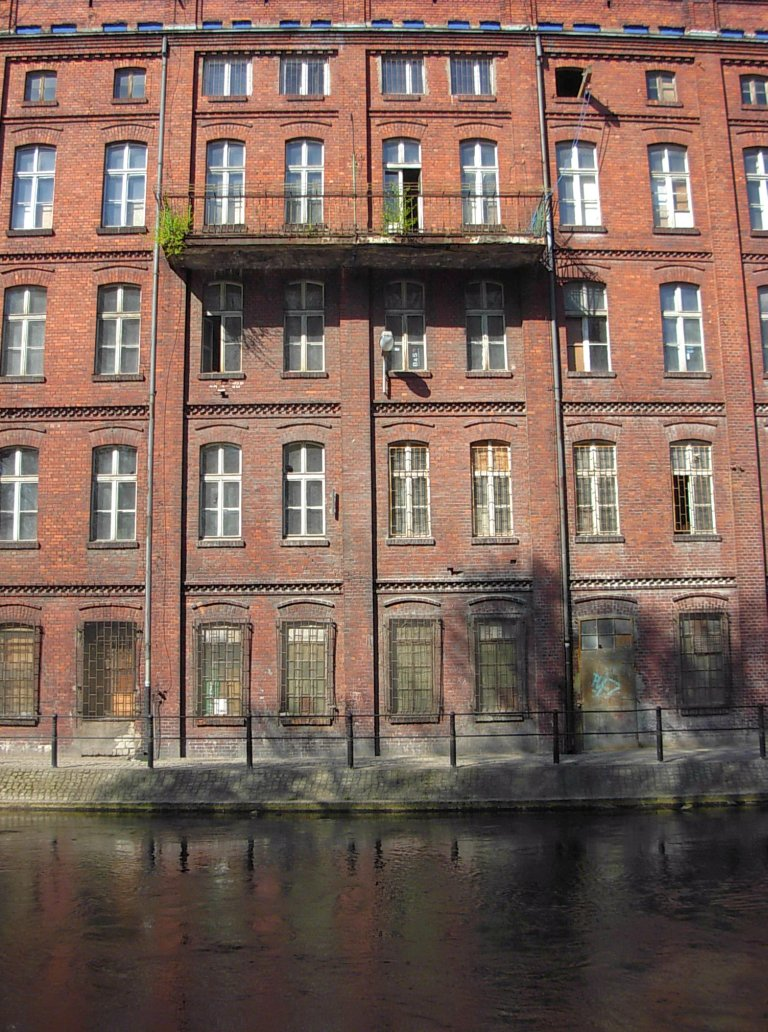
Farbiarnia Wilhelma Koppa w Bydgoszczy zbudowana przez właściciela w 1903 r. nad rzeką Młynówką

Wilhelm Gottlieb Kopp (ur. 1850, zm. 1919 w Bydgoszczy) – niemiecki przemysłowiec, właściciel farbiarni i pralni chemicznej w Bydgoszczy.

## Życiorys
Urodził się 15 maja 1850 r. w Wilczaku, wówczas podbydgoskiej gminie. Był synem Johanna Gottlieba, cieśli, i Caroline Wilhelmine z d Fenske. Za młodu opuścił Bydgoszcz ze względu na naukę zawodu i wykonywany fach mistrza farbiarskiego. Mieszkał m.in. w Charlottenburgu (od 1920 dzielnica Berlina). W 1878 r. powrócił do miasta rodzinnego i założył niewielką farbiarnię usytuowaną przy ul. Unii Lubelskiej. W 1883 r. odkupił od Wilhelma Borcherta starszą (zał. 1830 r.) i większą od swojej farbiarnię i pralnię chemiczną przy ul Poznańskiej. Zakład ten spłonął w 1893 r. wskutek zapłonu benzyny, której używano jako środek czyszczący.
W tej sytuacji Wilhelm Kopp urządził nową fabrykę w kamienicy przy Wełnianym Rynku, lecz w 1903 r. zdecydował się na zakup nowej parceli przy ul. Św. Trójcy i budowy tamże od podstaw dużego zakładu farbiarskiego. W tym roku wzniósł okazały czteropiętrowy budynek fabryczny, zlokalizowany bezpośrednio nad rzeką Młynówką. W pierwszych dziesięcioleciach XX w. jego firma należała do większych tego typu przedsiębiorstw we wschodnich Niemczech. Posiadała filie w pobliskich miastach i zatrudniała ok. 60 osób. Zakład uchodził również za wzorcowo zorganizowany pod względem zabezpieczenia przeciwpożarowego.
Wilhelm Kopp niemal do końca prowadził firmę samodzielnie. W maju 1919 r. rozszerzył własność na żonę i najstarszego syna Wilhelma, a później firma stała się wspólną własnością pozostałych jego dzieci. Zmarł 28 listopada 1919 r. w Bydgoszczy.
Budynek jego zakładu stał się jednym ze znaków rozpoznawczych Wenecji Bydgoskiej.

## Życie prywatne
Wilhelm Kopp był żonaty z Hermine Friederike Auguste z d. Heudtlass. Miał dwie córki i sześciu synów: Luise Auguste Charlotte zamężną Stark (ur. 1871), Wilhelma Rudolfa Alberta (ur. 1875), Karla Gustava Emila (ur. 1877), Juliusa Otto Friedricha (ur. 1879), Anne Emme Olge (ur. 1881), Paula Roberta Johannesa (ur. 1882), Feliksa Ernsta Maxa (ur. 1884), Otto Theodora Traugotta (ur. 1886) i Hellmutha Friedricha Wilhelma (ur. 1891).